# Tân Phú, Tân Phú Đông
Tân Phú là một xã thuộc huyện Tân Phú Đông, tỉnh Tiền Giang, Việt Nam.

## Địa lý
Xã Tân Phú nằm trên cù lao Lợi Quan, có vị trí địa lý:
- Phía đông giáp xã Phú Thạnh
- Phía tây giáp xã Tân Thới
- Phía nam giáp xã Tân Thạnh
- Phía bắc giáp huyện Gò Công Tây.

Xã có diện tích 18,93 km², dân số năm 2002 là 8.990 người, mật độ dân số đạt 475 người/km².

## Lịch sử
Sau năm 1975, Tân Phú là một xã thuộc huyện Gò Công cũ.
Ngày 13 tháng 4 năm 1979, Hội đồng Chính phủ ban hành Quyết định số 155-CP. Theo đó, chia huyện Gò Công thành hai huyện Gò Công Đông và Gò Công Tây, xã Tân Phú thuộc huyện Gò Công Tây.
Ngày 14 tháng 1 năm 2002, Chính phủ ban hành Nghị định 07/2002/NĐ-CP. Theo đó, thành lập xã Tân Thạnh trên cơ sở điều chỉnh 1.134,32 ha diện tích tự nhiên và 2.836 người của xã Tân Phú; 550,2 ha diện tích tự nhiên và 1.769 người của xã Tân Thới; 552,51 ha diện tích tự nhiên và 358 người của xã Phú Thạnh.
Sau khi điều chỉnh địa giới hành chính, xã Tân Phú còn lại 1.893,08 ha diện tích tự nhiên và 8.990 người.
Ngày 21 tháng 1 năm 2008, xã Tân Phú chuyển sang trực thuộc huyện Tân Phú Đông mới thành lập.